# Villegats (Eure)
Villegats – miejscowość i gmina we Francji, w regionie Normandia, w departamencie Eure.
Według danych na rok 1990 gminę zamieszkiwało 261 osób, a gęstość zaludnienia wynosiła 73 osoby/km² (wśród 1421 gmin Górnej Normandii Villegats plasuje się na 646. miejscu pod względem liczby ludności, natomiast pod względem powierzchni na miejscu 802.).